# Sportåret 1945

## Händelser

### Amerikansk fotboll
- Cleveland Rams besegrar Washington Redskins med 15 - 14 i NFL-finalen. Efter säsongen flyttade Rams till Los Angeles.

### Bandy
- 25 februari - Sandvikens AIK blir svenska mästare efter vinst i finalen mot Slottsbrons IF med 3-2 på Stockholms stadion.[1][2]

### Baseboll
- 10 oktober - American League-mästarna Detroit Tigers vinner World Series med 4-3 i matcher över National League-mästarna Chicago Cubs.[3]

### Brottning

#### SM
- Kurt Pettersén blir för sjätte gången svensk mästare i grekisk-romersk stil, bantamvikt.

### Fotboll
- 28 februari – Argentina vinner sydamerikanska mästerskapet i Santiago de Chile före Brasilien och Chile.[4]
- 26 augusti – IFK Norrköping vinner Svenska cupen genoma att finalslå Malmö FF med 4-1 i Solna.[5]

#### Ligamästare
- Sverige - IFK Norrköping vinner allsvenskan.
- Spanien - FC Barcelona

### Friidrott
- 31 december - Sebastião Alves Monteiro, Brasilien vinner Sylvesterloppet i São Paulo.[6]
- John A. Kelley, USA vinner Boston Marathon.[7]

#### Världsrekord

##### Damer
- 800 meter - Anna Larsson, Sverige, 27 augusti i Helsingborg, 2.14,8
- 800 meter - Anna Larsson, Sverige, 30 augusti i Stockholm, 2.13,8
- 880 yards - Anna Larsson, Sverige, 5 september i Stockholm, 2.15,6
- Spjut - Ljudmila Anokina, Sovjetunionen 48,39 i Kiev

##### Herrar
- Stafettlöpning 4 x 1 500 meter – svenskt världsrekord av Malmö AI (med Gösta Jacobsson, Sven Stridsberg, Lennart Strand och Gunder Hägg), 29 juli, Norrköping, Sverige, 15 min, 38,6 sek

### Golf
- PGA Championship vinns av Byron Nelson, USA.

### Ishockey
- 16 mars - Hammarby IF blir svenska mästare efter finalvinst mot Södertälje SK med 3-2 i Stockholm.[8]
- 22 april - Toronto Maple Leafs vinner Stanley Cup efter att i finalspelet ha besegrat Detroit Red Wings med 4–3.[9]

### Skidor, alpina grenar

#### SM

##### Herrar
- Slalom vinns av Sixten Isberg, Åre SLK. Lagtävlingen vinns av Åre SLK.

##### Damer
- Slalom vinns av May Nilsson, Åre SLK. Lagtävlingen vinns av Åre SLK

### Skidor, nordiska grenar
- 11 mars - Nils Karlsson, IFK Mora vinner Vasaloppet.[10]

#### SM

##### Herrar
- 15 km vinns av Nils Karlsson, IFK Mora. Lagtävlingen vinns av IFK Mora.
- 30 km vinns av Harald Eriksson , IFK Umeå. Lagtävlingen vinns av IFK Umeå.
- 50 km vinns av Nils Karlsson, IFK Mora.  Lagtävlingen vinns av IFK Mora.
- Stafett 3 x 10 km vinns av IFK Mora med laget Gunnar Eriksson, Anders Törnkvist och Nils Karlsson.
- Backhoppning vinns av Erik Lindström, IF Friska Viljor. Lagtävlingen vinns av IF Friska Viljor.
- Nordisk kombination vinns av Sven Rogström, IF Friska Viljor.  Lagtävlingen vinns av I 5 IF, Östersund .

##### Damer
- 10 km vinns av Margit Åsberg, IF Friska Viljor. Lagtävlingen vinns av Edsbyns IF.

### Tennis
- US Open
  - Herrsingel: Frank Parker, USA
  - Damsingel: Sarah Palfrey Cooke, USA

### Travsport
- Travderbyt körs på  Solvalla travbana i  Stockholm. Segrare blir det svenska stoet   Hetty (SE)  e Bulwark  (US) – Calumet Aglow  (US) e. Belwin  (US). Kilometertid:1.23,7   Körsven:  Gösta Nordin
- Travkriteriet vinns av den svenska hingsten  Excellens Will  (SE)  e. Earl’s MrWill  (US) – Ellie Spencer  (US) e. Spencer  (US).

## Evenemang
- 17 juli–2 augusti – Sydamerikanska mästerskapet i basket.
- Okänt datum – 10-mila arrangeras för första gången.

## Födda
- 1 januari – Jacky Ickx, belgisk racerförare.
- 29 januari - Donna Caponi, amerikansk golfspelare.
- 18 februari - Judy Rankin, amerikansk golfspelare.
- 26 mars - Michail Voronin, rysk gymnast.
- 5 april - Ove Bengtson, svensk tennisspelare.
- 17 april
  - Conny Evensson, svensk ishockeyspelare och -tränare.
  - Liv Wollin, svensk golfspelare.
- 12 maj - Alan Ball, brittisk fotbollsspelare.
- 14 maj - Yochanan Vollach, israelisk fotbollsspelare
- 3 juni - Hale Irwin, amerikansk golfspelare.
- 12 juni - Pat Jennings, nordirländsk fotbollsspelare, målvakt.
- 17 juni - Eddy Merckx, belgisk cyklist.
- 26 juli - Stig H. Johansson, svensk travkusk
- 9 augusti – Arto Tolsa, finländsk fotbollsspelare.
- 11 september - Franz Beckenbauer, tysk fotbollsspelare.
- 3 november - Gerd Müller, tysk fotbollsspelare.
- 25 december - Kenny Stabler, amerikansk fotbollsspelare.

## Avlidna
- 21 februari – Eric Liddell, 43, brittisk friidrottare.

## Bildade föreningar och klubbar
- VfL Wolfsburg, tysk fotbollsklubb.

### Fotnoter
1. ↑  Erik Jonsson (7 mars 1943). ”1940–1949”. Svenska Bandyförbundet. Arkiverad från originalet den 17 mars 2020. https://web.archive.org/web/20200317215222/https://www.svenskbandy.se/BANDYFINALEN/HISTORIK/Svenskamastare/Herrar/1940-1949. Läst 18 mars 2020.
2. ↑  Hasse Olsson (28 april 1990). ”Inledning”. Slottsbrons IF. https://idrottonline.se/SlottsbronsIF/globalassets/slottsbrons-if/dokument/historia-sif.pdf?w=900&h=900. Läst 2 september 2011.
3. ↑  ”1945 World Series” (på engelska). Baseball-Reference.com. http://www.baseball-reference.com/postseason/1945_WS.shtml. Läst 14 juli 2015.
4. ↑  ”RSSSF” (på engelska). South American Championship 1945. http://www.rsssf.com/tables/45safull.html. Läst 16 augusti 2011.
5. ↑  Jimmy Lindahl (28 april 2005). ”Svenska cupen – finalmatcher”. Bolletinen. http://www.bolletinen.se/sfs/pdf/stat_h_allsvens_1941_2005_stat_herr_cupen_finalmatcher.pdf. Läst 21 augusti 2012.
6. ↑  ”1940” (på portugisiska). Sylvesterloppet. Arkiverad från originalet den 25 februari 2014. https://web.archive.org/web/20140225142805/http://www.saosilvestre.com.br/1940. Läst 19 augusti 2012.
7. ↑  ”Boston Marathon”. Arkiverad från originalet den 27 april 2015. https://web.archive.org/web/20150427035419/http://www.baa.org/races/boston-marathon/boston-marathon-history/past-champions/past-mens-open-champions.aspx. Läst 9 april 2011.
8. ↑  ”Championnat de Suède 1944/45” (på franska). Hockey Archives. 16 mars 1945. https://www.hockeyarchives.info/Suede1945.htm. Läst 15 augusti 2011.
9. ↑  ”NHL 1944/45” (på franska). Hockey Archives. https://www.hockeyarchives.info/NHL1945.htm. Läst 23 mars 2020.
10. ↑  ”Historiska segrare”. Vasaloppet. Arkiverad från originalet den 22 mars 2020. https://web.archive.org/web/20200322121012/https://www.vasaloppet.se/wp-content/uploads/sites/1/2019/09/historiska_segrare_vasaloppet_sve_2019-09-18.pdf. Läst 5 september 2011.